# Gustav von Ziegler (General, 1808)

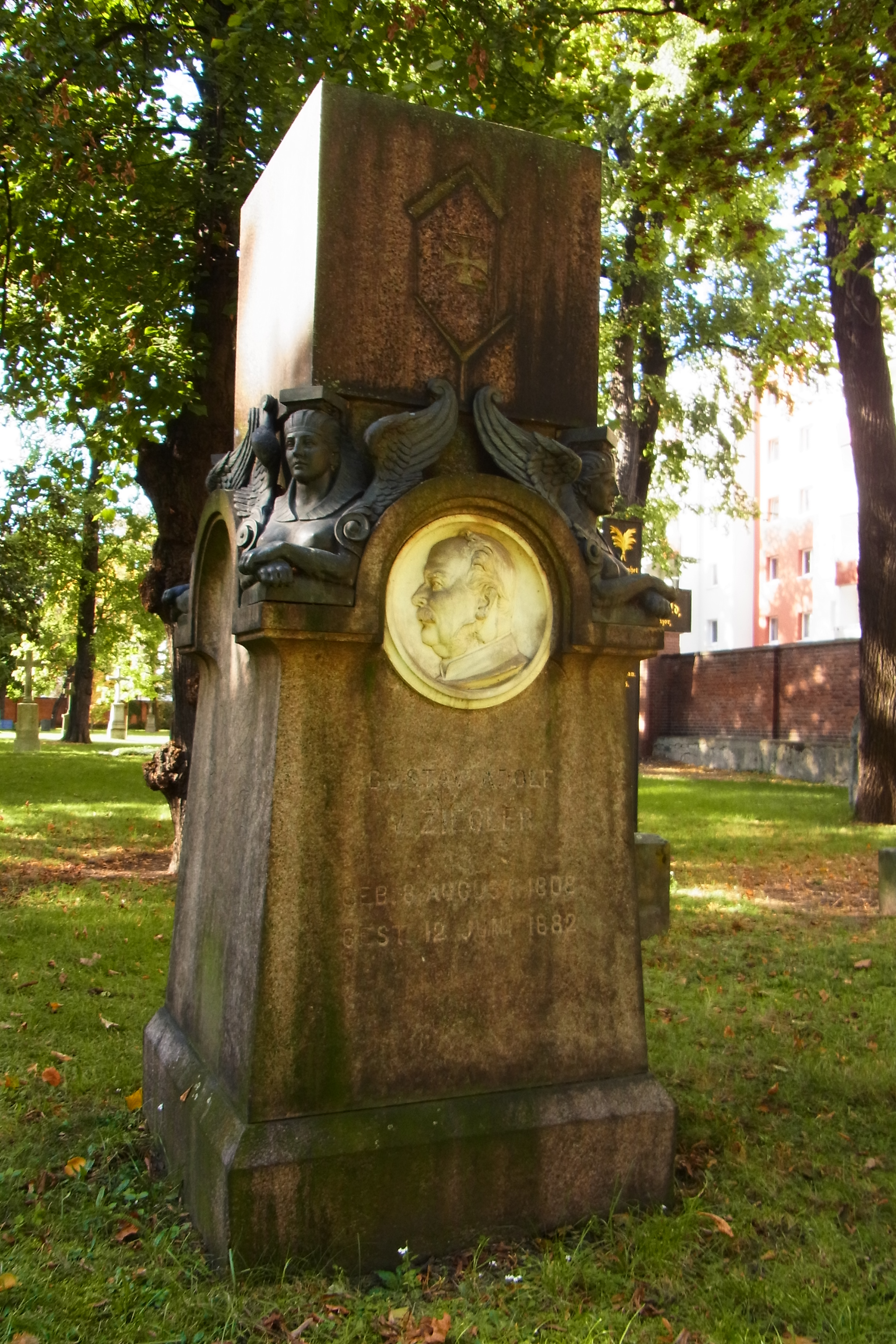
Grabstein von Zieglers auf dem Alten Garnisonfriedhof in Berlin

Gustav Adolf von Ziegler (* 8. August 1808 in Berlin; † 12. Juni 1882 ebenda) war ein preußischer Generalmajor und führender deutscher Freimaurer.

## Leben

### Herkunft
Gustav ein Sohn des preußischen Obersten und Brigadiers der 8. Artilleriebrigade Friedrich von Ziegler (1772–1844) und dessen Ehefrau Amalie, geborene Kypke (1782–1833).

### Militärische Laufbahn
Ziegler trat nach dem Besuch der Brigadeschule in Koblenz 1824 in das Kaiser Franz Garde-Grenadier-Regiment der Preußischen Armee in Berlin ein und avancierte bis Februar 1826 zum Sekondeleutnant. Zur weiteren Ausbildung absolvierte er 1830/33 die Allgemeine Kriegsschule und war 1834/35 Lehrer bei der kombinierten Garde-Divisionsschule. Am 1. Juli 1837 erfolgte seine Ernennung zum Rechnungsführer des I. Bataillons und zugleich war Ziegler erneut als Lehrer an der Lehrer und Examinator an der Garde-Divisionsschule tätig. In dieser Eigenschaft stieg er Mitte Dezember 1841 zum Premierleutnant auf und wurde Ende März 1846 unter Beförderung zum Hauptmann als Kompaniechef in das 17. Infanterie-Regiment versetzt.
Er nahm 1849 an der Niederschlagung des revolutionären Aufstands in Baden und der Rheinpfalz teil und wurde dabei in Bischweier bei Rastatt durch einen Beinschuss verwundet, der ihn vom weiteren Felddienst abhielt. Für sein Wirken erhielt er den Roten Adlerorden IV. Klasse mit Schwertern sowie das Ritterkreuz I. Klasse des Ludewigs-Ordens. 1853 wurde er Major und nach Verwendungen beim 7. kombinierten Reserve-Bataillon sowie beim Landwehr-Bataillon des 39. Infanterie-Regiments (7. Reserve-Regiment) als Oberstleutnant am 23. Juni 1859 unter Stellung à la suite des Kaiser Franz Garde-Grenadier-Regiments zum Kommandanten von Kolberg ernannt. Am 12. Mai 1860 wurde Ziegler zweiter Kommandant von Koblenz und der Festung Ehrenbreitstein. In dieser Stellung erhielt er anlässlich der Krönungsfeierlichkeiten von König Wilhelm I. am 18. Oktober 1861 den Charakter als Oberst und wurde am 9. Januar 1864 unter Verleihung des Patents zu seinem Dienstgrad zum Kommandanten von Minden ernannt. Mitte April 1867 erhielt er den Charakter als Generalmajor, bevor man ihn am 12. Juli 1870 unter Verleihung des Roten Adlerordens II. Klasse mit Eichenlaub und Schwertern am Ringe mit Pension zur Disposition stellte.
Für die Dauer der Mobilmachung anlässlich des Krieges gegen Frankreich wurde Ziegler als Kommandant von Minden wiederverwendet. Seinen Lebensabend verbrachte er in Berlin.

### Freimaurerei
Ziegler ist am 30. Mai 1834 in die Berliner Loge „Zum Goldenen Schiff“, einer Tochterloge der Großen Landesloge der Freimaurer von Deutschland, als Lehrling aufgenommen worden. Seine Beförderung zum Gesellen erfolgte am 5. Januar 1835, seine Erhebung zum Meister am 28. Juli 1835.
Von 1872 an war er Landesgroßmeister seiner Großloge, ab 1877 hatte er als Nachfolger von Cäsar von Dachröden als Ordensmeister zugleich den höchsten Rang dieser freimaurerischen Lehrart inne und war damit ihr oberster Repräsentant. Beide Ämter bekleidete er bis zu seinem Lebensende. Am 23. Januar 1882, kurz vor seinem Tode, wurde Ziegler mit dem königlich-schwedischen Ritterorden Karls XIII. ausgezeichnet, der Freimaurern vorbehalten ist.
Ziegler wurde auf dem Berliner Garnisonfriedhof bestattet; sein Grabmal mit Portrait-Relief weist erkennbare freimaurerische Ornamentik auf.

### Familie
Ziegler hatte sich am 20. November 1837 in Berlin mit Julie Bartuschek, genannt Spons (1815–1888) verheiratet. Aus der Ehe gingen folgende Kinder hervor:
- Amalie (* 1838) ⚭ 1860 Wilhelm von Vormann, Major
- Adolf (* 1839)
- Klara (* 1840)
- Elise (*/† 1842)
- August (* 1844)
- Karl (1854–1902), preußischer Oberst und Direktor der Kriegsschule Potsdam
- Alma Elisabeth (1855–1930) ⚭ 1874 Rudolf Peiper